# (25397) 1999 VY10
1999 في واي 10 (ويعرف أيضًا باسم (25397) 1999 في واي 10 وفق تسمية الكوكب الصغير) (بالإنجليزية: 1999 VY10)‏ هو كويكب ضمن حزام الكويكبات؛ وترتيبه 25397 من حيث الاكتشاف.
اكتُشف هذا الجُرم الفلكي بواسطة Stefano Sposetti ‏ في 7 نوفمبر 1999.

## وصلات خارجية
- (25397) 1999 VY10 في قاعدة بيانات مختبر الدفع النفاث لأجرام النظام الشمسي الصغيرة

- الاكتشاف · مخطط المدار ·  العناصر المدارية · المعلمات المادية

- (25397) 1999 VY10 على موقع ويكي سكاي: DSS2, SDSS, GALEX, IRAS, Hydrogen α, X-Ray, Astrophoto, Sky Map, Articles and images